# Евдокия Христова
Евдокия Иванова Христова (родена на 18 август 1955 г. в Благоевград, починала на 5 февруари 2013 г., Благоевград) е доцент по българска диалектология, преподавател в Югозападния университет „Неофит Рилски“. Евдокия Христова е специалист по българските диалекти на територията на Албания.

## Биография
Завършва висшето си образование през 1977 г. в Софийския държавен университет със специалност Българска филология. Защитава докторска дисертация, посветена на говора на с. Лешко, Благоевградско. В Югозападния университет води лекционни курсове по диалектология и морфология. От 2003 до 2006 г. води лекционни курсове по български език и българска култура в Университета на Тирана, Албания.
С пребиваването на доц. Христова в Албания е свързан и един от големите ѝ научни проекти – изследването на българските диалекти на територията на тази държава, чийто завършек е книгата „Българска реч от Албания. Говорът на село Връбник.“ Доц. Евдокия Христова е автор и на многобройни статии по проблеми на българската диалектология, морфологията и историята на българския език. Член е на Македонския научен институт.

## Творчество
- „Българска реч от Албания. Говорът на село Връбник, Албания“ (2003)[1]